# Christian Agricola
Christian (Kristian) Agricola, Christianus Michaelis Agricola, född 11 december 1550, död 19 februari 1586, var biskop i Reval, Estland 1583 till 1586 och ende son till Mikael Agricola och hans hustru Birgitta Olafsdotter.

## Studier
Christian Agricola gick i Åbo katedralskola, varefter han åkte till Tyskland för att studera vid Leipzigs universitet. Han skrevs in vid universitetet som 24-åring men redan efter ett år flyttade han till Wittenbergs universitet. Det rådde konkurrens mellan flera av de stora protestantiska universiteten och tidvis också motsättningar kring inriktningen på undervisningen. Bytet kom att påverka honom. Han studerade troligen vid den filosofiska fakulteten och avlade där examen eftersom han kallades Mäster Kristian. Universitetet i Wittenberg genomgick en radikal utveckling under denna tid. De gamla lärarna kring Luther och Melanchton var borta och ett nytt garde tog över undervisningen. I universitetet i Jena bedrevs undervisningen i en sträng sann-luthersk anda och universitetet i Wittenberg fortsatte ännu i luthersk-melanchtonsk anda att betona fornkyrkan och antiken. År 1574 utbröt en strid mellan de båda riktningarna också i Wittenberg. Motsättningen kom att röra Wittenbergs mera försonliga syn på nattvarden. Striden ledde till att flera av de lärare som företrädde den gamla wittenbergska inriktningen slutligen måste avgå. Motsättningarna underblåstes av valfursten August. Hur Christian Agricola ställde sig i dessa strider är okänt men med tanke på hans senare förmåga att balansera mellan olika uppfattningar kan man anta att stridigheterna lärde honom en hel del om diplomati.

## Rektor i Åbo 1578–1583
När han som nyutexaminerad återvände till det Svenska Riket utnämndes han omedelbart till rektor för Katedralskolan i Åbo. Det var vanligt att man gav de nya viktiga platser eftersom de ansågs ha den mest aktuella utbildningen. Under hans tid som rektor kunde skolan utvecklas positivt bl.a. genom nya lektorat. Som rektor deltog han också aktivt i studenternas resor på landsbygden, t.ex. deltog han vintern 1579 med sång tillsammans med 36 ungdomar vid Filippa Flemmings begravning i Yläne.
Det rådde brist på kunnig personal inom rikets administration så därför lockades ungdomarna vid katedralskolorna att avbryta sin studier och arbeta inom tjänstemannakåren. För att stärka kunskapsnivån inom rikets administration lyckades han också utverka kungens skyddsbrev så att unga studerande inte rekryterades till administrativa uppgifter i riket innan de avslutat sin skolgång

## Kyrkopolitik

### I Sverige
Under de fyra studieåren utomlands hade en stor kyrklig förändring skett också i det Svenska riket, men i en annan riktning. Johan III hade genomfört förändringar som närmade sig den katolska kyrkans uppfattningar t.ex. tillägg till 1571 års kyrkoordning vilka betonade att ledarskapet i församlingen låg på prästerna och i viss mån församlingarnas medlemmar, främst adeln. Också valet av präster överfördes till biskoparna och var inte längre församlingens angelägenhet, som kyrkordningen och Luther betonat. Men de stora förändringarna gällde firandet av gudstjänsterna och som konkretiserades i antagandet av Den Röda Boken. Därmed upplevde Christian Agricola samma strider och debatter som i Wittenberg. Striderna pågick i ett par årtionden och Johan III genomförde förändringarna och kraven på lydnad med hårda maktmedel. Men 1583 började en omsvängning på grund av påvens ställningstaganden för Polens krav på hela Livland och Johan III:s hustru Katarina Jagellonikas död. Sedan kungen ingått ett nytt äktenskap 1585 upphörde också hans intresse för de romersk-katoliserande dragen helt.
När Agricola biskopsvigdes i Uppsala den 8 september 1583 blev han biskop av Reval och Hapsals administrator. Biskopens ställning i Estland motsvarade inte helt situationen i det Svenska riket i övrigt på grund av den tysk-baltiska adelns inflytande och de olika fristädernas specialrättigheter. Den stora biskopsvigningen i Uppsala skedde enligt den Röda Boken och biskoparna svor sin trohet till kungens kyrkopolitiska förändringar. Agricola förband sig alltså att tillämpa tillägget till Kyrkoordningen och Den Röda Boken också i Estland. När det gällde tillägget är det känt att han åtminstone en gång försökte motsätta sig ändringen som stred mot praxis i Estland. 

### Biskop i Reval 1583–1586
Under sin korta tid som biskop gjorde han visitationer i församlingarna. Han satte sig in i lokala förhållanden och strävade också till att minska adelns inflytande. Han betonade vikten av att prästerna kunde folkets språk och inte bara tyska.
För att stöda enhetligheten i visitationerna som biskopen gjorde togs instruktioner fram. Det är oklart om dessa var biskop Christian Agricolas egna eller om de den svenske kungens representanter i Estland Clas Åkesson (Tott), Claes Bielke, Gustaf Gabrielsson (Oxenstierna), Ture Bielke och Karl Henriksson Horn lade fram instruktionerna för en allmän visitation. Kungen skall ha omfattat dem. Men arbetet med dem avbröts tydligen på grund av Agricolas död. Agricola betonade vikten av att skolor som skulle ordnas av församlingarna. Tack vare detta kom bildningsnivån i Estland att på 1600-talet motsvara övriga protestantiska länder.
Agricola hade förmågan att umgås med olika fraktioner och vinna respekt bland motsatta åsiktsriktningar både i det Svenska riket och Estland.

## Äktenskap och adlande
Christian Agricola gifte sig med Elin Persdotter Flemming från den inflytelserika släkten i Rimito. Som en del av äktenskapet blev han adlad den 12 maj 1584 under en process som räckte ett halvt år. Han antog namnet Christian Agricola till Villnäs. Efter biskopens död återflyttade änkan och deras dotter Brita till den östra rikshalvan. Hon gifte om sig med Hans Johansson Stålarm och avled någon gång mellan åren 1647 och 1653. 
Barn:
- Simon, stupade vid Slaget vid Kirkholm 7 september 1605
- Brita, gifte sig med hovrättsassessorn i Åbo Carl Pedersson Svinhufvud af Qualstad. Död 1634.

Släkten Agricola dog småningom ut. 

## Död och begravd
Kristian Agricola dog den 19 februari 1586 och ligger troligen begravd i Reval. Hans grav antas finnas i domkyrkan, men senare öden i domkyrkan har förstört eventuella gravstenar. 